# Black Sails in the Sunset
Black Sails in the Sunset – czwarty album studyjny amerykańskiego zespołu punk rockowego AFI. Wydany został 18 maja 1999 roku przez Nitro Records.

## Lista Utworów
Na podstawie materiału źródłowego.
1. "Strength Through Wounding" – 1:33
2. "Porphyria Cutanea Tarda" – 2:07
3. "Exsanguination" – 2:48
4. "Malleus Maleficarum" – 4:01
5. "Narrative of Soul Against Soul" – 2:29
6. "Clove Smoke Catharsis" – 4:38
7. "The Prayer Position" – 3:27
8. "No Poetic Device" – 2:16
9. "The Last Kiss*" – 3:02
10. "Weathered Tome*" – 2:12
11. "At a Glance" – 4:00
12. "God Called in Sick Today" – 13:31

| Wydanie wynilowe     |
| -------------------- |
| 7. "Lover It" – 2:18 |

| Wydanie japońskie                                |
| ------------------------------------------------ |
| 13. "Who Knew?" – 2:16 14. "Midnight Sun" – 3:04 |